# كلية الطب البيطري بجامعة ولاية كانساس
تأسست كلية الطب البيطري بكانساس الحكومية (بالإنجليزية: Kansas State University College of Veterinary Medicine)‏ عام 1905.

## التاريخ
تأسست رسميًا في عام 1905، وكانت أول إشارة إلى الطب البيطري في ولاية كانساس عام 1862. ابتداءً من عام 1886 تم تقديم دورات صحة الحيوان للطلاب المسجلين في الزراعة. يشير تاريخ 1905 إلى وقت إنشاء درجة دكتوراه في الطب البيطري.
عرفت في البداية باسم قسم الطب البيطري وكانت جزء من كلية الزراعة؛ بعد الانفصال عن كلية الزراعة في عام 1919 أصبحت شعبة الطب البيطري. وفي عام 1943 تم تحويل الشعبة إلى مدرسة للطب البيطري. في عام 1963 عندما أصبحت كلية ولاية كانساس جامعة تم تحويل المدرسة إلى كلية الطب البيطري.

## روابط خارجية
- الموقع الرسمي